# Обсерваторія PAGASA
Астрономічна обсерваторія PAGASA — астрономічна обсерваторія в Кесон-Сіті на Філіппінах, у кампусі Філіппінського університету Діліман. Обсерваторія була заснована у 1954 році та перебуває під керівництвом Філіппінського управління атмосферних, геофізичних і астрономічних служб (англ. Philippine Atmospheric, Geophysical and Astronomical Services Administration, PAGASA). Вона містить найбільший діючий телескоп на Філіппінах.
У травні 2001 року в обсерваторії був встановлений 45-сантиметровий кассегренівський рефлектор, переданий японським урядом через грант культурної допомоги. До цього обсерваторія використовувала 30-сантиметровий рефлектор.
16 лютого 2003 року, під час Національного тижня астрономії, обсерваторія PAGASA була відкрита для громадського використання.

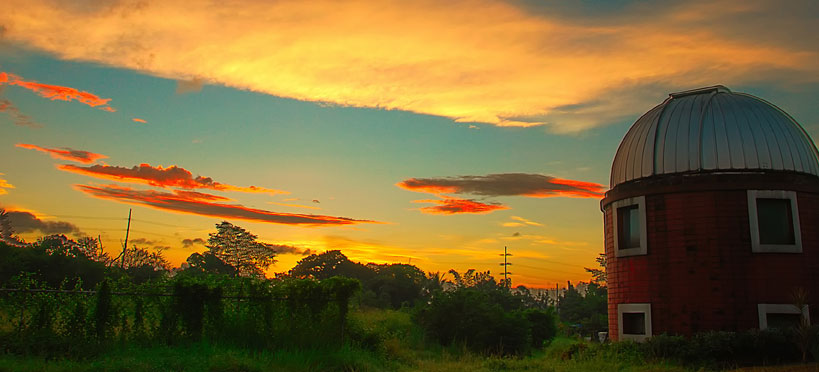
Обсерваторія PAGASA в листопаді 2007